# Stadion Omara Hammadiego
Stadion Omara Hammadiego (arab. ستاد عمر حمادي) – wielofunkcyjny stadion w Algierze stolicy Algierii. Jest on aktualnie używany głównie dla meczów piłki nożnej przez klub USM Algier. Stadion ma pojemność 17.000 osób.

## Historia
Stadion został wybudowany w 1935 roku. Początkowo nosił nazwę Komunalny Stadion Św. Eugeniusza. W 1962 roku, czyli po odzyskaniu niepodległości przez Algierię nazwa została zmieniona na obecną. Jest bardzo dobrze znany z gorącej atmosfery na trybunach, gdyż jego gospodarzem jest jeden z najpopularniejszych zespołów w Algierii USM Algier. Druga co do wielkości trybuna znana jako (OSHA) została zamknięta 2010 na czas remontu.